# Pinky Malinky
Pinky Malinky es una serie televisiva animada canadiense-estadounidense creada por Chris Garbutt y Rikke Asbjoern para Netflix, basado en Garbutt corto animado del mismo nombre para Cartoon Network Development Studio Europe, producido en 2009. En 2015,  se eligió un total de 20 episodios para la primera temporada, y actualmente está en producción diametral en Nickelodeon; esta serie se iba a estrenar en 2016, pero se retrasó hasta el 1 de enero de 2019.
Cuenta las aventuras de Pinky Malinky (voz por Lucas Grabeel), quién inexplicablemente ha transformado a un humano en un perro caliente , y sus esfuerzos para subir arriba de la escalera social con sus dos amigos humanos, Babs Buttman (Diamond White) y JJ Jameson (Nathan Kress).

## Sinopsis
Pinky Malinky es una serie de la vida diaria de Pinky, una salchicha positiva que vive en un mundo humano. Con sus mejores amigos Babs y JJ por su lado, Pinky intenta ser famoso en la pequeña ciudad de Sackenhack. A través de sus espíritus buenos y sensibilidades de salchicha, Pinky prueba que un “wiener” es sólo una letra pequeña fuera de ser un “GANADOR!"